# Alcohol ilegal
El alcohol ilegal hace referencia a todas las bebidas alcohólicas, destiladas o fermentadas, que están por fuera de la legalidad por adulteración, contrabando de productos terminados o materia prima, fabricación artesanal ilegal, evasión de impuestos de la producción local o porque es alcohol no apto para consumo humano desviado hacia el mercado de bebidas alcohólicas.
Entre las principales consecuencias del alcohol ilegal están:
- El alcohol ilegal genera una gran pérdida fiscal a los países.
- El alcohol adulterado y las bebidas alcohólicas artesanales ilegales son un riesgo para la salud.

Los variados mercados ilegales en América Latina pueden categorizarse dentro de dos grupos principales: mercados enfrentando retos fiscales (incluyendo contrabando de materia prima y producto terminado, así como evasión de impuestos) y mercados enfrentando retos de salud y sanitarios (incluyendo la presencia de bebidas alcohólicas adulteradas, artesanales y de contrabando). Algunos factores que influyen en el crecimiento del mercado de alcohol ilegal son:
- Suministro residual y falta de control sobre la comercialización de etanol alimentan al mercado de contrabando.
- El poder adquisitivo limitado y la aceptación social, combinados con la falta de control gubernamental llevan a los consumidores a pedir bebidas alcohólicas de contrabando.
- La evasión de impuestos es relevante en países con una industria local de licores fragmentada.

## Clases de alcohol ilegal
Hay cinco formas en las que el alcohol ilegal se hace presente dentro de las sociedades:
1. Alcohol adulterado: Alcohol ilegal vendido como marcas legales (sustituto), botellas vacías de productos legítimos resurtidas con alcohol más barato (relleno) o producción industrial de marcas ilegales o de alcohol ilegal sin marca.
2. Contrabando de materia prima o producto terminado: Importaciones ilegales de etanol como materia prima e importaciones ilegales de bebidas alcohólicas como producto terminado.
3. Alcohol artesanal ilegal: Bebidas alcohólicas artesanales ilegales fabricadas con propósitos comerciales.
4. Alcohol no apto para consumo humano: Alcohol no hecho para consumo humano, por ejemplo con alcohol de farmacia, desviado hacia el mercado de bebidas alcohólicas.
5. Evasión de impuestos: Bebidas alcohólicas legales, producidas localmente, sobre las cuales no se paga impuesto al consumo.

## Resultados de estudio Mercado ilegal de bebidas alcohólicas en seis países, LatAm 2013
La región latinoamericana es una de las zonas del mundo más afectadas por la producción, distribución y consumo de alcohol ilegal, según un estudio adelantado por la firma Euromonitor International en el año 2013 en países de la región (Colombia, Perú, Ecuador, Honduras y El Salvador). En estos mercados se registraron pérdidas fiscales por US $798 millones a causa, principalmente, de la falsificación y el contrabando, lo que representa el 25% del mercado total en términos de volumen.
Otra de las conclusiones de ese estudio indica que el precio del alcohol ilegal es un 20,3% más bajo que su contraparte legal. La participación del alcohol ilegal en términos de volumen se incrementó de 22.1% en 2011 a 24.9% en 2013. El siguiente texto describe la situación por país, presentada en el Estudio “Mercado ilegal de bebidas alcohólicas en seis países, LatAm 2013”, realizado por la firma Euromonitor International:

##### Colombia
- El tamaño del mercado total de bebidas alcohólicas en 2013 fue 1.525.136 HL LAE en términos de volumen y de US$ 9.158 millones en términos de valor.
- Las bebidas alcohólicas ilegales representan el 24,3% del total del mercado en términos de volumen y el 14,3%  en términos de valor, el mercado legal representa el otro 75,7% y 85,7% respectivamente.
- El mercado total creció un 4.8%  en el periodo 2012- 2013 en términos LAE (con exclusión de las fugas de impuestos).
- En contraste con el mercado legal, las bebidas alcohólicas ilegales más populares son destilados.
- El tamaño del mercado ilegal en 2013 fue de 370,253 HL LAE en términos de volumen y de US$ 1.309 millones en términos de valor.
- En términos LAE, los productos fermentados tienen solamente una cuota de 1,3% del mercado ilegal, frente a una cuota de 98,7%  para los productos destilados.
- Casi todas las pérdidas fiscales se deben a las bebidas alcohólicas destiladas; bebidas fermentadas representan sólo el 7.2%  Los productos fermentados más importantes son las bebidas artesanales, el vino y la cerveza, mientras que los productos destilados más importantes son el aguardiente (incluyendo aperitivos), el ron y el whisky de contrabando.
- Las categorías más grandes en términos de pérdida fiscal son el contrabando y la falsificación, que representan el 91%.

##### Ecuador
- El tamaño del mercado total de bebidas alcohólicas en 2013 fue 543,630.1 HL LAE en términos de volumen y de US$ 2,138 millones en términos de valor.
- Los productos ilegales tienen una cuota de 23,9% del total del mercado en términos de volumen y un 20% en términos de valor.
- El tamaño del mercado ilegal en 2013 fue de 129,939 HL LAE en términos de volumen y de US$ 428 millones en términos de valor.
- En términos LAE, el mercado ilegal proviene en un 51% de evasión de impuestos; los productos fermentados no registran una participación asociada en este rubro.
- En cuanto a la pérdida fiscal, los productos destilados cuentan con el 99% y el fermentado el 1%. Dentro de los destilados, las bebidas alcohólicas más importantes son el aguardiente y el whisky.
- La fuga de impuestos representa el 42% de las pérdidas fiscales totales del mercado ilegal.
- Razones económicas han impulsado a los consumidores a buscar bebidas alcohólicas ilegales y más baratas, que impulsan la demanda del contrabando.

##### Honduras
- El tamaño del mercado total de bebidas alcohólicas en 2013 fue 109,375.4 HL LAE en términos de volumen y de US$ 472,2 millones en términos de valor.
- El tamaño del mercado ilegal en 2013 fue de 13,930 HL LAE en términos de volumen y de US$ 18 millones en términos de valor.
- Los productos ilegales tienen una cuota de 14% del total del mercado en términos de volumen y un 4% en términos de valor.
- Los productos destilados representan el 93% del mercado ilegal y los fermentados el 7% restante.
- En 2013, la pérdida fiscal se estimó en US$ 2 millones, los productos fermentados representan el 24% y los destilados el 76%. De los fermentados más comunes, el más importante es la cerveza, mientras que los principales productos destilados son el etanol (como materia prima), aguardiente, vodka, whisky y tequila.
- El contrabando representa casi toda la pérdida fiscal (99,9%).
- Los controles gubernamentales y el incremento de los impuestos de venta e importación impulsaron el contrabando..
- El incremento en la producción de panela generó más materia prima para la producción de aguardiente ilegal.

##### El Salvador
- El tamaño del mercado total de bebidas alcohólicas en 2013 fue 129.591 HL LAE en términos de volumen y de US$ 533,2 millones en términos de valor.
- Los productos ilegales representan el 24,9% del total del mercado en términos de volumen y un 10,1% en términos de valor.
- Las bebidas alcohólicas fermentadas tienen una cuota de 43% del mercado total y las destiladas el 57%.
- El tamaño del mercado ilegal en 2013 fue de 32.238 HL LAE en términos de volumen y de US$ 54 millones en términos de valor.
- El mercado ilegal se compone en su totalidad de bebidas alcohólicas destiladas.
- En 2013, la pérdida fiscal se estimó en US$ 18 millones, todo a raíz de productos destilados. Las bebidas alcohólicas más comunes son el vodka popular y el aguardiente.
- La categoría más importante en términos de pérdida fiscal es la falsificación, que representa el 38% del total, seguido por los sustitutos con el 30%.

Panamá (Datos del 2012)*
- El tamaño del mercado total de bebidas alcohólicas en 2012 fue 156,797.3 HL LAE en términos de volumen y de US$ 541,9 millones en términos de valor.
- El tamaño del mercado ilegal en 2012 fue de 3,718.6 HL LAE en términos de volumen y de US$ 14,9 millones en términos de valor.
- Los productos ilegales representan el 2,4% del total del mercado en términos de volumen y un 2,8% en términos de valor.
- Las bebidas fermentadas tienen una participación de 5,5% del mercado ilegal en términos de volumen y los productos destilados un 94,5% de participación.
- La mayor parte de la pérdida fiscal es de bebidas destiladas alcohólicas (98,7%) en lugar de bebidas fermentadas (1,3%). Las bebidas fermentadas más importantes son la cerveza y el vino, mientras que los productos destilados más importantes son el whisky, el ron y la ginebra.
- La categoría más grande en cuanto a la evasión de impuestos es el contrabando, con el 81,9% del total.

##### Perú
- El tamaño total del mercado de bebidas alcohólicas en el 2013 fue de 1,108,160 HL LAE en términos de volumen y de US$ 4,331 millones en términos de valor.
- El tamaño del mercado ilegal en 2013 fue de 338,752 HL LAE en términos de volumen y de US$ 781 millones en términos de valor.
- El Mercado ilegal tiene una participación de 30,6% del total del mercado en términos de volumen LAE y el 18,8% en términos de valor.
- Los productos fermentados representan el 3.5% del mercado ilegal en términos LAE, mientras que los productos destilados representan el 96,5%.
- Los productos fermentados representan el 28,6% de la pérdida fiscal y los destilados un 71,4%. Las bebidas fermentadas más importantes son los vinos y la cerveza, mientras que las bebidas destiladas más importantes son los "licores" adulterados (etanol con colorantes) y los whiskies de contrabando.
- La categoría más importante en términos de pérdida fiscal son las marcas falsificadas e ilegales, que representan el 79%.

## Resultados de estudio “Mercado de bebidas alcohólicas en seis países de Latinoamérica 2014”[1]
Euromonitor International ha presentado nuevamente el estudio “Mercado de bebidas alcohólicas en seis países de Latinoamérica 2014”, demostrando que el alcohol ilegal sigue siendo una problemática en América Latina. El estudio destaca entre sus conclusiones:
- En 2014 el mercado ilegal representó el 24.4% del mercado total en términos de volumen (HL LAE).
- Las ventas anuales de Alcohol Ilegal en Colombia, Ecuador, El Salvador, Honduras, Panamá y Perú ascienden a 2,523 millones de dólares.
- Honduras es el país con mayor crecimiento histórico en volumen ilegal (2012-14), mientras que Perú sigue con la participación más alta de ilegalidad.
- Entre el 2012 y el 2014 el volumen del mercado de alcohol ilegal en Honduras aumentó 18.9%, en Colombia aumentó en 7.3% y en Panamá 8.8%. A nivel regional tuvo un decrecimiento de 0,5%.
- Alcohol adulterado y contrabando en conjunto representan el 69% del volumen total de alcohol ilegal en los seis países.
- Las ventas anuales de Alcohol Ilegal en Colombia, Ecuador, El Salvador, Honduras, Panamá y Perú ascienden a 2,523 millones de dólares.
- El poderío comercial de la Copa Mundial produjo ingresos récord de 2.000 millones de dólares para la FIFA en 2014.

En cuanto a la recaudación, por el alcohol ilegal se dejan de recaudar en Colombia, Ecuador, El Salvador, Honduras, Panamá y Perú 650 millones de dólares al año.
- Las principales categorías que contribuyen a la pérdida fiscal son el alcohol adulterado y el contrabando. Con los impuestos que dejan de pagar los delincuentes que venden alcohol ilegal en estos mercados, según una noticia de EFE se podría solucionar la problemática que dejó el brote de ébola en Guinea, Liberia y Sierra Leona en África.
- En promedio, el precio de bebidas alcohólicas ilegales es 19.8% menor que el precio de venta de bebidas alcohólicas legales.
- La evasión de impuestos en Panamá tuvo un aumento de 10.9% de 2013 a 2014.
- La pérdida fiscal en la región específicamente por contrabando es de 293 millones de dólares.
- El 45% de la pérdida fiscal a nivel agregado proviene del contrabando, mientras que el 10% de la evasión de impuestos a la producción.

El alcohol adulterado está muy extendido en Colombia, Ecuador, El Salvador, Honduras y Perú, y representa graves riesgos para la salud.
- La adulteración representa el 42% del volumen total de mercado ilegal en Colombia, Ecuador, El Salvador, Honduras, Panamá y Perú.
- Los países que exigen la desnaturalización tienen porcentajes más bajos de alcohol ilegal (Perú 27.8 %, Panamá 2.5 % y El Salvador 22.8 %) que los que no la tienen esta norma (Colombia 24.8 %, Ecuador 24.5 %, Honduras 17.1 %).
- A pesar de requerir registros sanitarios para la importación y exportación de etanol, la falta de control en la aduana permite el ingreso de etanol potable como si fuese industrial para fines no autorizados.
- El problema del alcohol no apto para consumo humano (sobre todo, alcohol de farmacia) es especialmente grave en mercados como El Salvador (40% del alcohol ilegal) o Colombia (10% del alcohol ilegal).
- Las bebidas ilegales más baratas tienden a ser las que más daño hacen a la salud humana.

El tamaño del mercado ilegal por país:
- 371,527 (HL LAE) en Colombia.
- 142,011 (HL LAE) en Ecuador.
- 94,956 (HL LAE) en El Salvador.
- 82,584 (HL LAE) en Honduras.
- 155,346 (HL LAE) en Panamá.
- 752,270 (HL LAE) en Perú.